# Victor Henri
Victor Henri (6 juin 1872 - 21 juin 1940) est un chimiste-physicien et un physiologiste. Il est né à Marseille de parents russes. Il est principalement connu en tant que pionnier dans la cinétique enzymatique. Il a publié plus de cinq cents articles dans des disciplines aussi variées que la biochimie, la chimie physique, la psychologie ou encore la physiologie,.

## Biographie
Les parents de Victor Henri sont Aleksandra Viktorovna Lyapunova et Nikolay Alexandrovich Krylov. Son père et sa mère n'étaient pas mariés puisque Krylov était marié à Sofiya Viktorovna, la sœur d'Aleksandra. À l'époque, un enfant illégitime n'avait aucun droit en Russie aussi ils décidèrent d'accoucher d'Henri Victor en France afin d'obtenir à leur fils la citoyenneté française. Une fois né en France, Victor Henri fut adopté par le couple légitime et repartit à Saint-Pétersbourg où il fréquenta une école secondaire allemande.
Ses deux mères avaient pour cousins Aleksandr Mikhailovich Lyapunov, mathématicien notable pionnier en théorie de la stabilité, Sergei Mikhailovich Lyapunov, compositeur et Boris Mikhailovich Lyapunov, bien connu en Russie pour son expertise des langages slaves.
En 1891, Victor Henri entra à la Sorbonne à Paris où il étudia d'abord les mathématiques puis les sciences naturelles. Après avoir terminé ses études, il s'intéressa à la philosophie et la psychologie, collaborant notamment avec Alfred Binet.
Henri obtint deux doctorats : l'un en psychologie en 1897 à l'université de Göttingen, le second à Paris en 1903 en physique-chimie,.

## Travaux
Comme d'autres chercheurs pionniers en enzymologie aux alentours des années 1900, Henri a étudié le rôle de l'invertase, enzyme qui hydrolyse le saccharose en glucose et fructose, dans le but de déterminer les lois cinétiques des enzymes.
Après que le chercheur anglais Adrian John Brown eut démontré que les réactions enzymatiques se faisaient au contact des enzymes et du substrat, et inspiré par des discussions avec le chimiste-physicien Max Bodenstein, il publia en 1902, pour la première fois, l'équation fondamentale de la cinématique enzymatique,,. Il la nota ainsi :
{\displaystyle {\frac {\mathrm {d} x}{\mathrm {d} t}}={\frac {K\cdot \Phi \cdot (a-x)}{1+m\cdot (a-x)+n\cdot x}}}
où a et x sont les concentrations initiales de substrat et de produit, les autres termes étant des constantes. Dans la notation moderne cette équation s'écrit :
{\displaystyle v={\text{Cte}}\cdot {\frac {S}{1+{\frac {S}{K_{1}}}+{\frac {P}{K_{2}}}}}}
où {\displaystyle v} est la vitesse de la réaction, S et P les concentrations de substrat et de produit. K1 et K2 représentent les constantes de dissociation des complexes enzyme-substrat et enzyme-produit.
Il fallut dix ans pour que la communauté internationale des biochimistes réalise la signification de cette équation. Ces travaux sont repris et développés notamment par le biochimiste allemand Leonor Michaelis et la biologiste canadienne Maud Menten qui étudièrent aussi l'invertase. Dans un article, Michaelis et Menten dérivèrent cette équation et lui donnèrent un sens plus profond,. En particulier, ils s'intéressent aux vitesses initiales et interprètent mieux les constantes de cette équation, ce qui a révolutionné la cinétique enzymatique.
Dans la plupart des cas, l'équation est utilisée avec P = 0 et elle est couramment appelée équation de Michaelis-Menten. Il a été suggéré de renommer cette dernière équation « équation d'Henri » pour le cas où P > 0.
Serge Nicolas a écrit une biographie de Victor Henri.

## Décoration
- Chevalier de la Légion d'honneur par décret du 1er aout 1935